# Gamla stadshuset, Kiruna

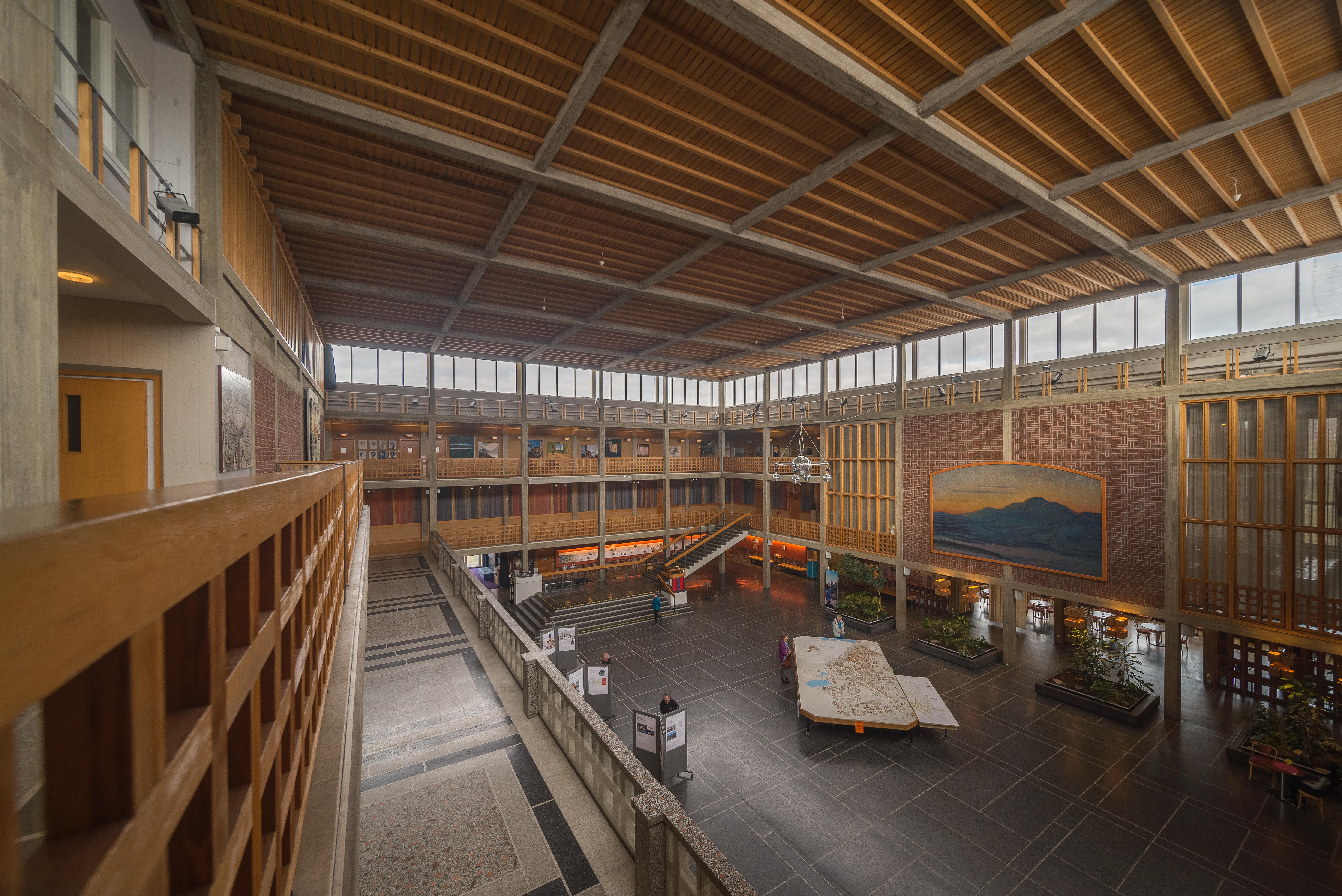
Den stora hallen i Kiruna stadshus.

Kiruna stadshus låg i centrala Kiruna och var säte för administrationen i Kiruna kommun till 2018, då det stängde den 10 augusti inför flytten av verksamheten till det nya stadshuset Kristallen. Byggnaden revs våren 2019. Stadshuset invigdes 1963. Det fungerade även som konsthall. I oktober 2009 rapporterades att stadshuset kommer att rivas på grund av LKAB:s gruvbrytning. Alternativet hade varit att flytta huset, vilket ansågs vara för dyrt och komplicerat. Stadshuset blev byggnadsminne 2001. Länsstyrelsen i Norrbottens län beslutade om ändring av byggnadsminnet 2012, där det anges "att byggnadens gestaltning i idé och konkret material ska tas tillvara". 2013 hölls toppmöte i Arktiska rådet i huset, med utrikesministrar inklusive John Kerry, USA.

## Byggnaden
Stadshuset ritades av arkitekten Artur von Schmalensee, som kallade sin konstruktion för "Igloo" på grund av dess låga entré in i en stor öppen hall med höga ljusinsläpp. Byggnaden uppfördes mellan 1959 och 1962. Inredningen ritades av arkitekt SIR Folke Sundberg. År 1964 fick huset och dess arkitekt Kasper Salinpriset för "Sveriges vackraste offentliga byggnad". 
Byggnaden har kallats för "Kirunabornas vardagsrum", då den varit en väl fungerande och uppskattad mötesplats. Efter rivningen gavs allmänheten möjlighet att ta med sig en tegelsten som minne..

### Interiör

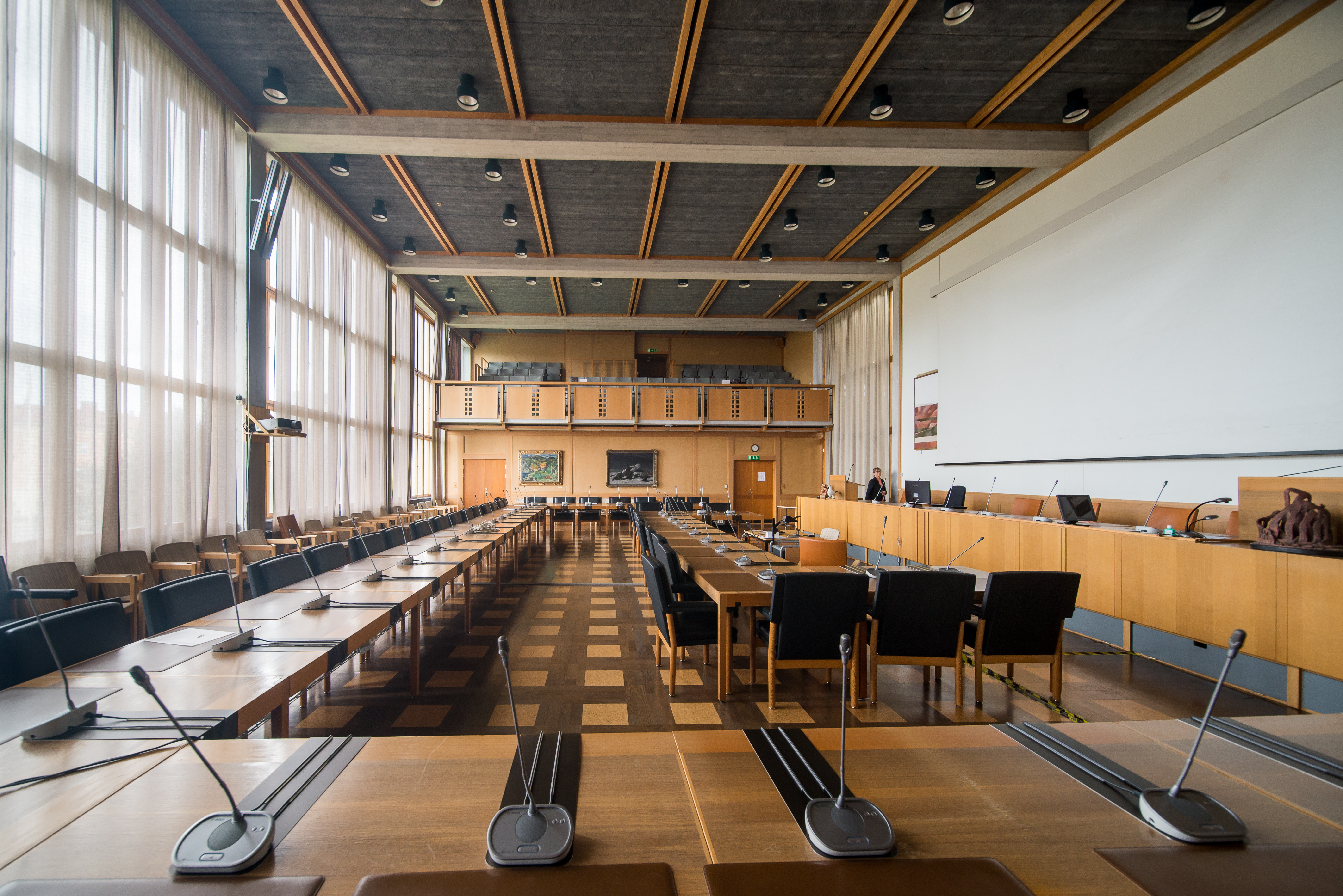
Kommunfullmäktiges sal.
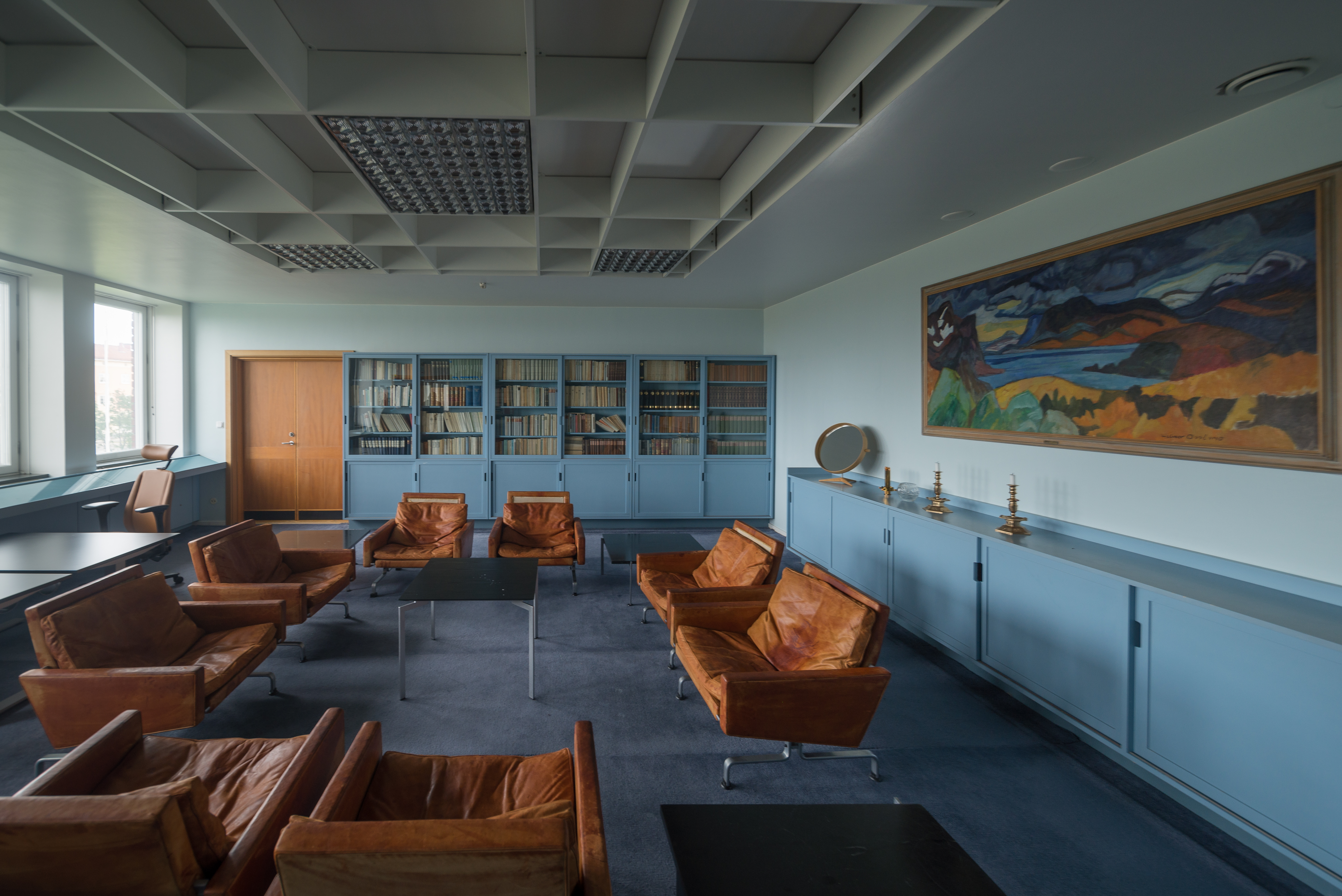
Bibliotek och vigselrum beläget mellan kommunfullmäktigesalen och kommunstyrelsens rum.
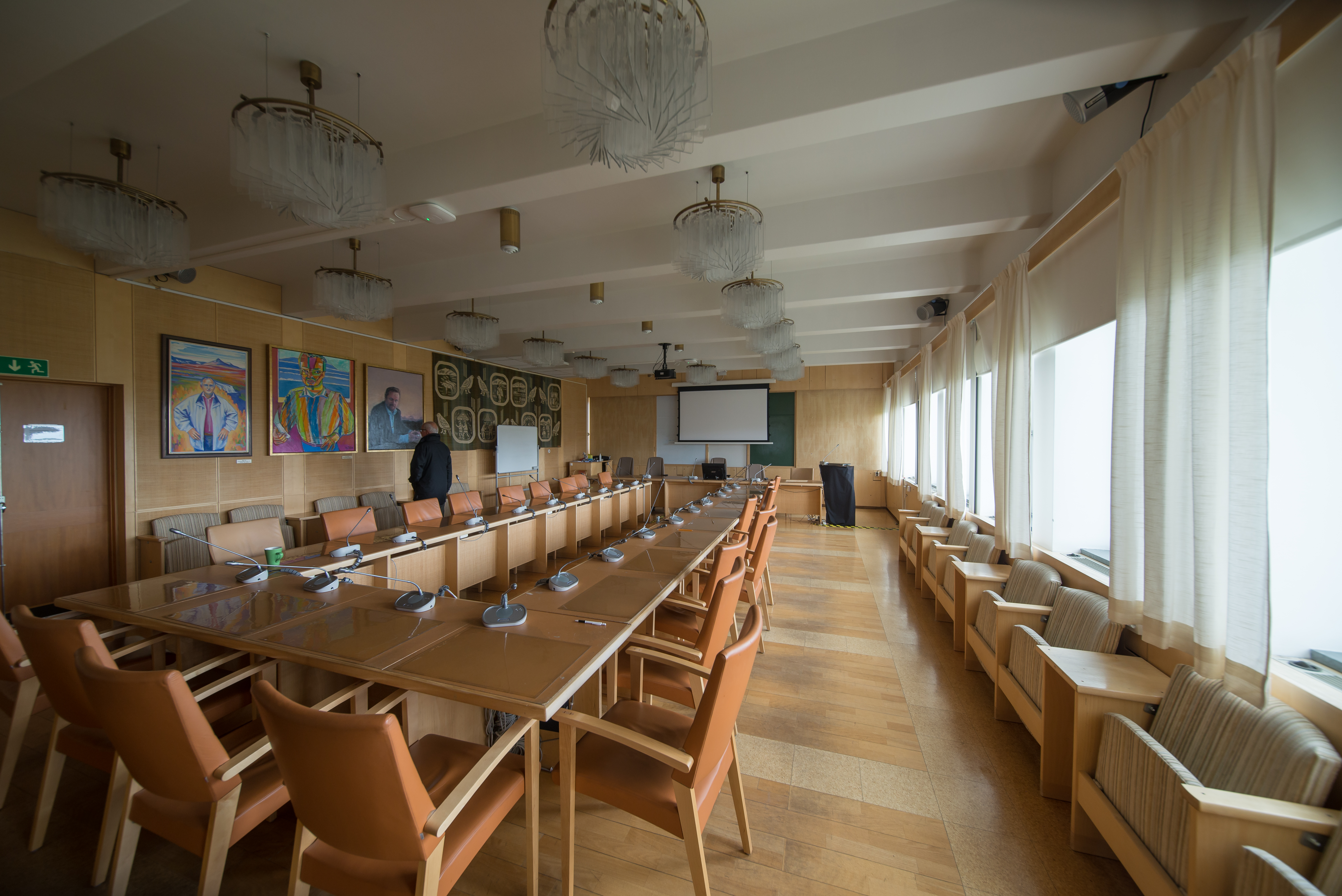
Kommunstyrelsens sammanträdesrum.
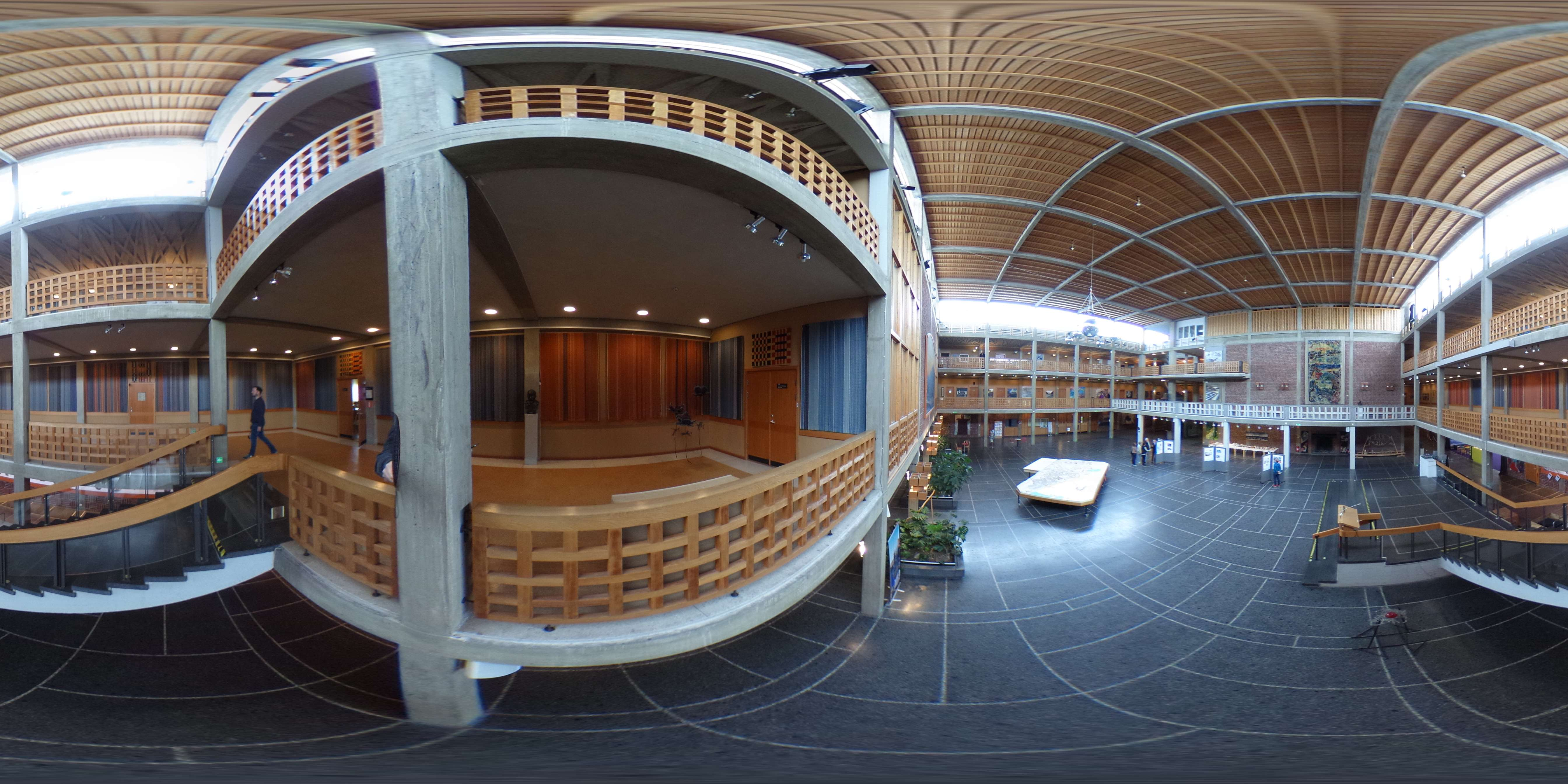
360 graders panorama av stadshusets stora hall.
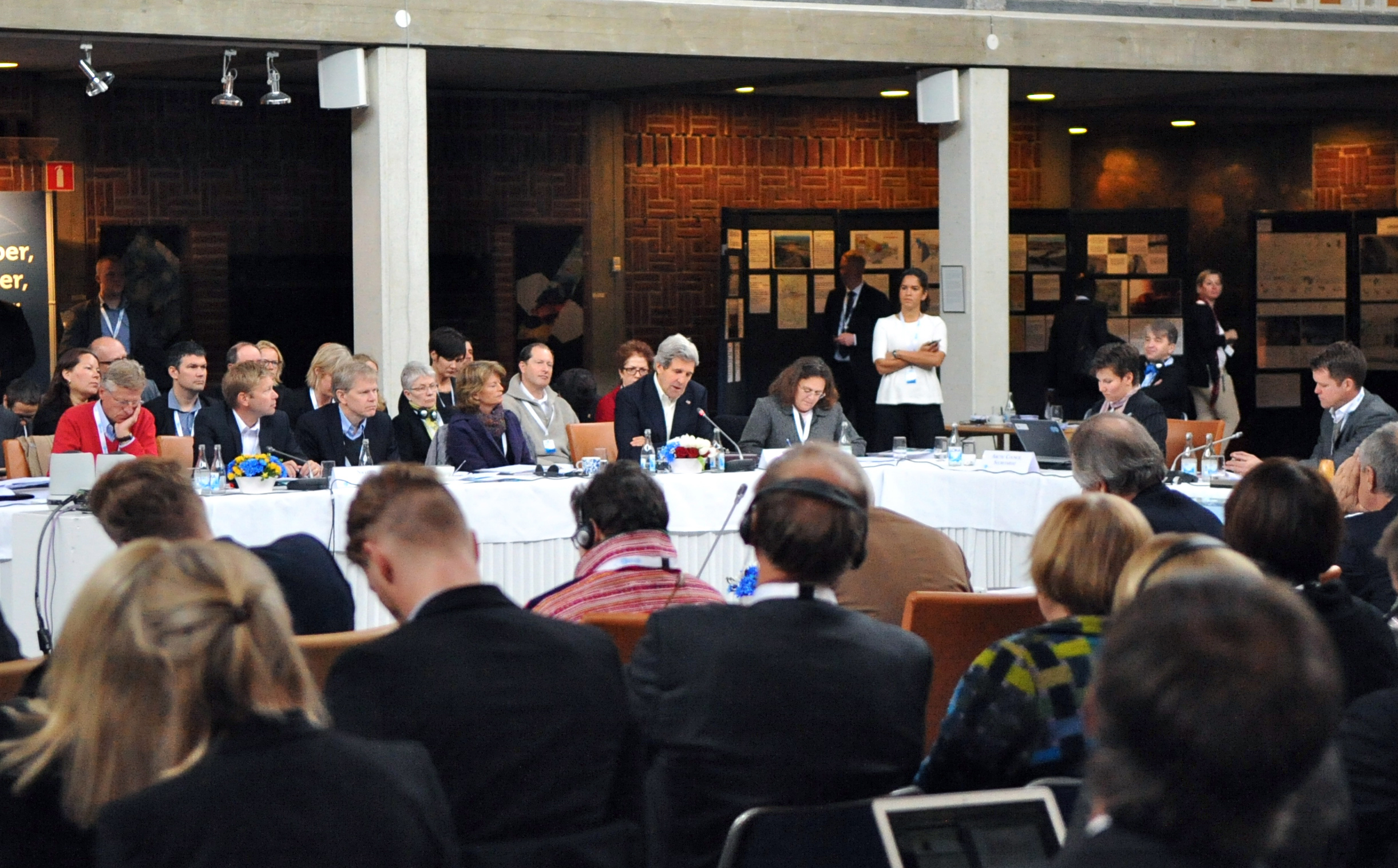
USA:s utrikesminister John Kerry talar under Arktiska rådets möte i Kiruna 2013.

## Nytt stadshus
En arkitekttävling utlystes i oktober 2012 för ett nytt stadshus, vilken i september 2013 vanns av Henning Larsen Architects A/S med förslaget "Kristallen". Beslut togs att LKAB skulle genomföra byggprojektet som byggherre och efter färdigställande överlämna huset till kommunen. Det nya stadshuset togs i bruk hösten 2018.
I augusti 2017 monterades stadshusets klocktorn ner inför renovering och flytt till sin nya placering intill det nya stadshuset.

## Galleri

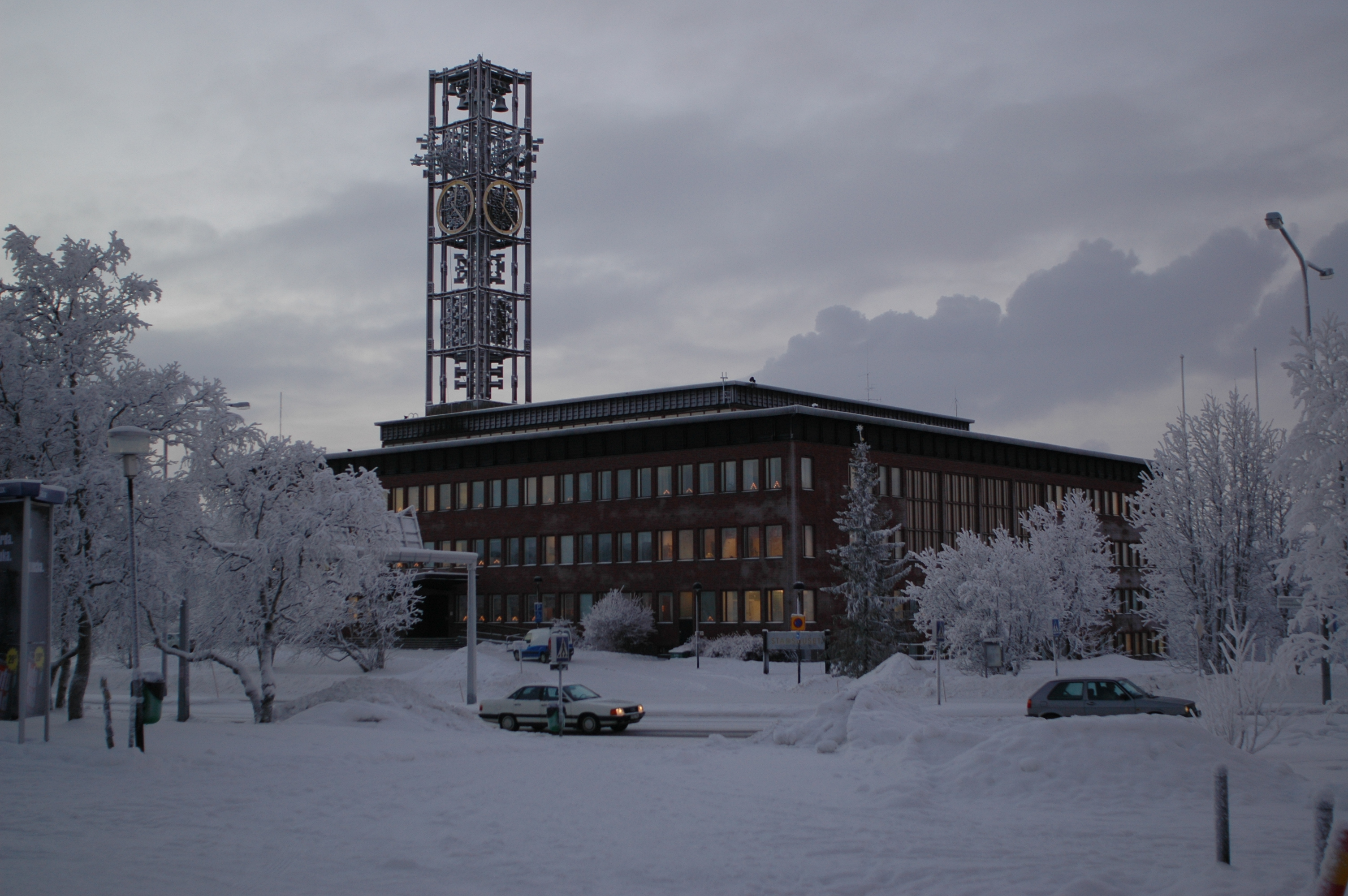
Stadshuset på vintern.
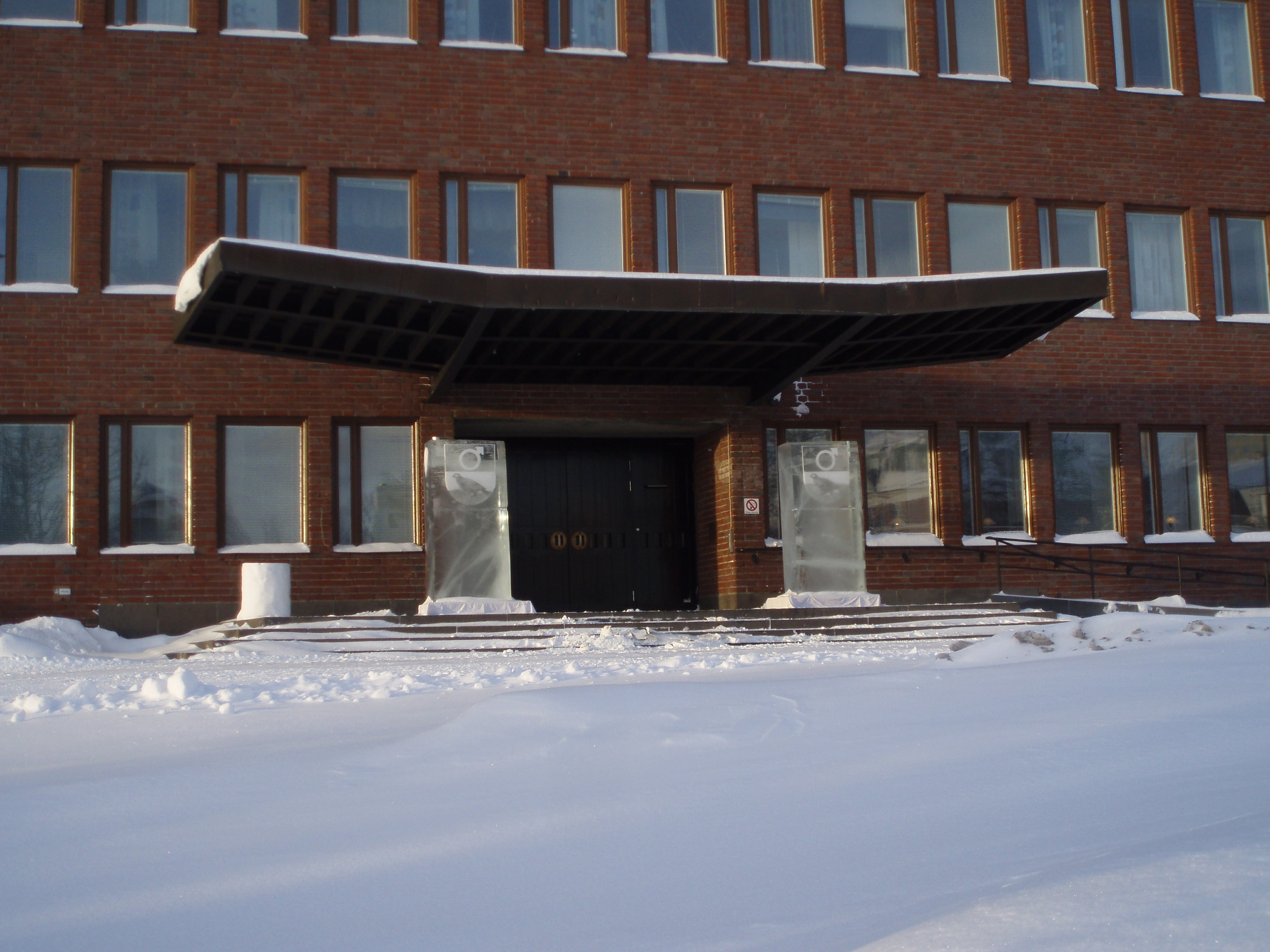
Kiruna stadshus entré.
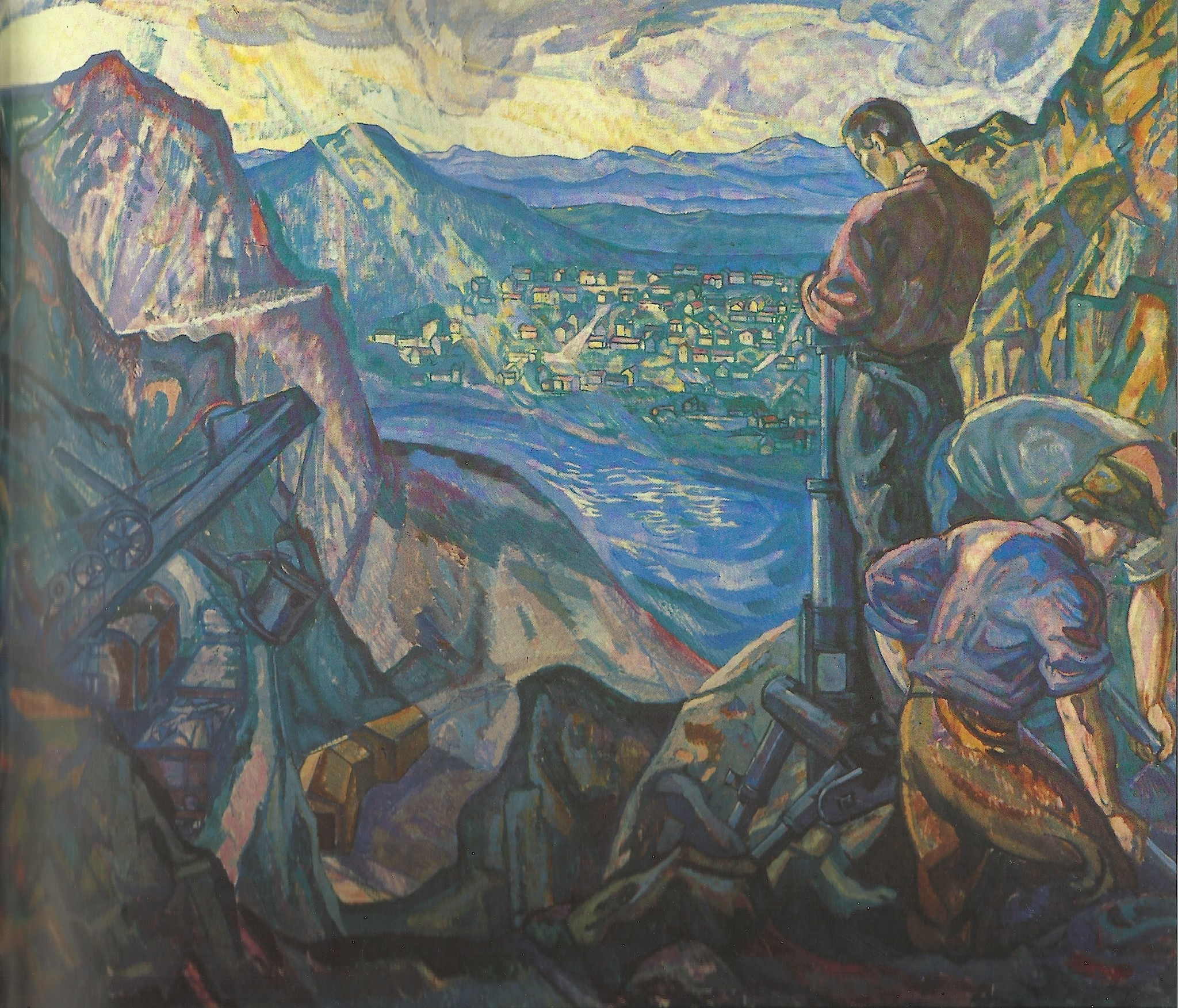
Målning i stadshuset av Axel Törneman.
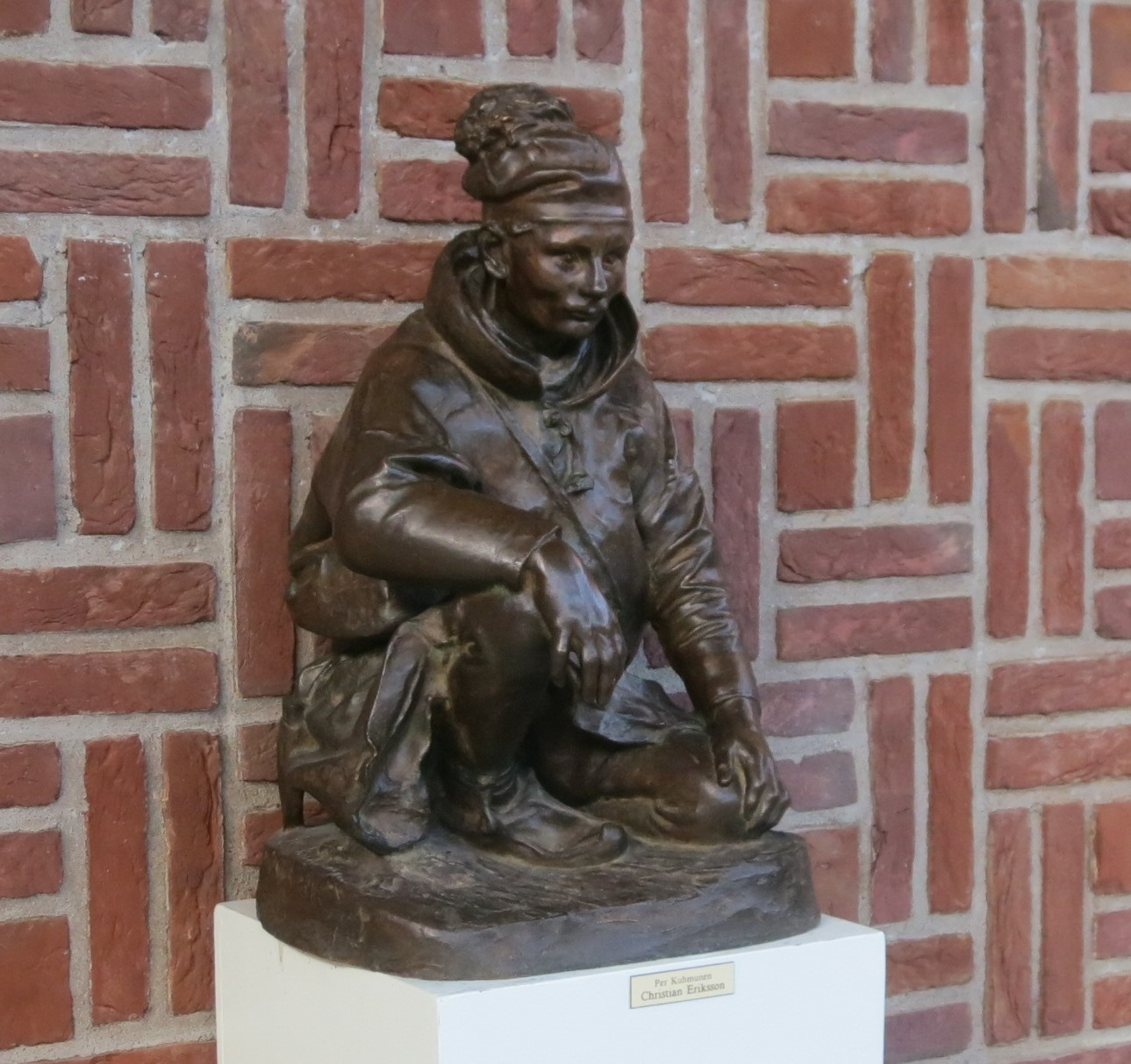
Skulptur av Christian Eriksson.